# Вибори Президента України 2010
Ви́бори Президе́нта Украї́ни 2010 — чергові вибори Президента України. Спочатку Верховна Рада України призначила їх на 25 жовтня 2009 року, але цю дату оскаржив чинний Президент України Віктор Ющенко в Конституційному Суді. Після того як Конституційний Суд визнав таке рішення протиправним, Верховна Рада призначила вибори на 17 січня 2010 року. В ІІ тур вийшли представник Партії регіонів Віктор Янукович та лідерка ВО «Батьківщина» Юлія Тимошенко.
На виборах використовувалася система абсолютної більшості. У разі відсутності кандидата, що набрав абсолютну більшість від числа тих, що взяли участь у виборах, передбачався 2-й тур, у якому змагалися двоє, що набрали найбільше голосів. У 2-му турі для перемоги досить було набрати голосів більше, ніж у суперника.
Вибори Президента України 2010 року коштували державному бюджету України 1 млрд 532 млн грн.

## Законодавчі положення
Порядок виборів Президента України визначається відповідними статтями чинної Конституції України, а також Законом України «Про вибори Президента України».
Стаття 103. Президент України обирається громадянами України на основі загального, рівного і прямого виборчого права шляхом таємного голосування строком на п'ять років.

Президентом України може бути обраний громадянин України, який досяг тридцяти п'яти років, має право голосу, проживає в Україні протягом десяти останніх перед днем виборів років та володіє державною мовою. Одна й та сама особа не може бути Президентом України більше ніж два строки підряд.
Стаття 104. Новообраний Президент України вступає на пост не пізніше ніж через тридцять днів після офіційного оголошення результатів виборів, з моменту складення присяги народові на урочистому засіданні Верховної Ради України.

## Зареєстровані кандидати

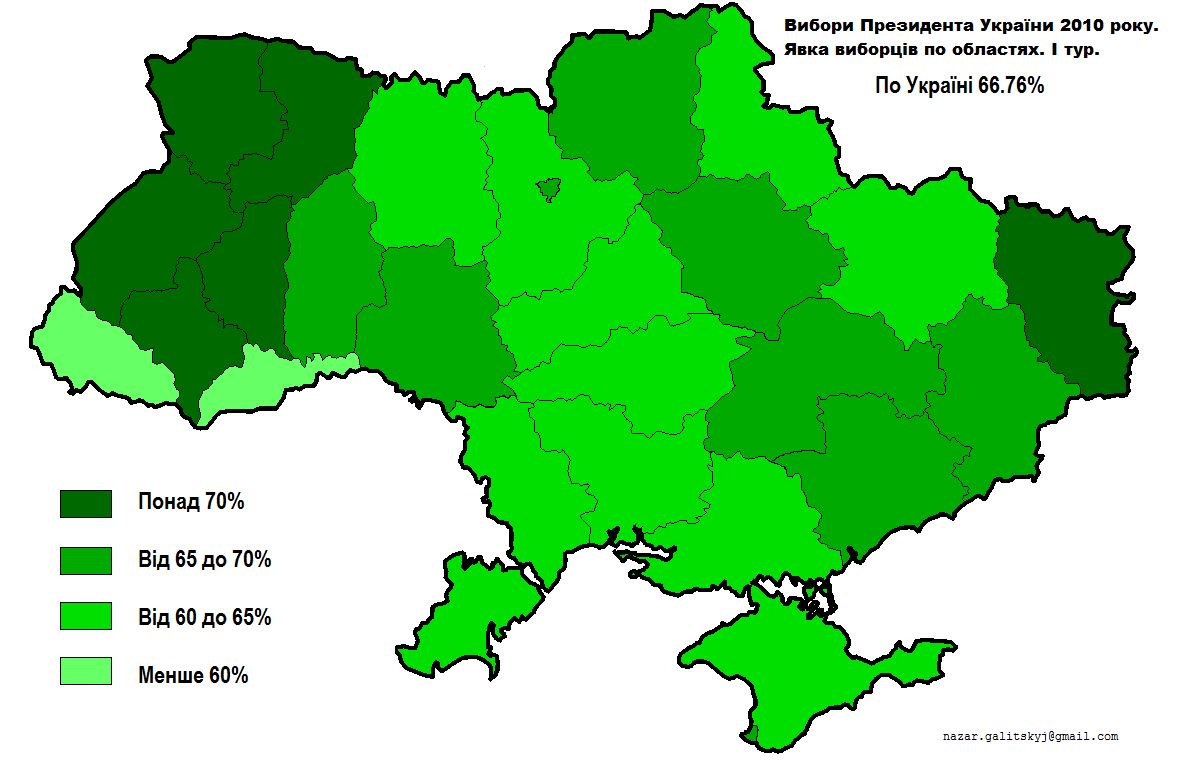
Явка виборців у першому турі

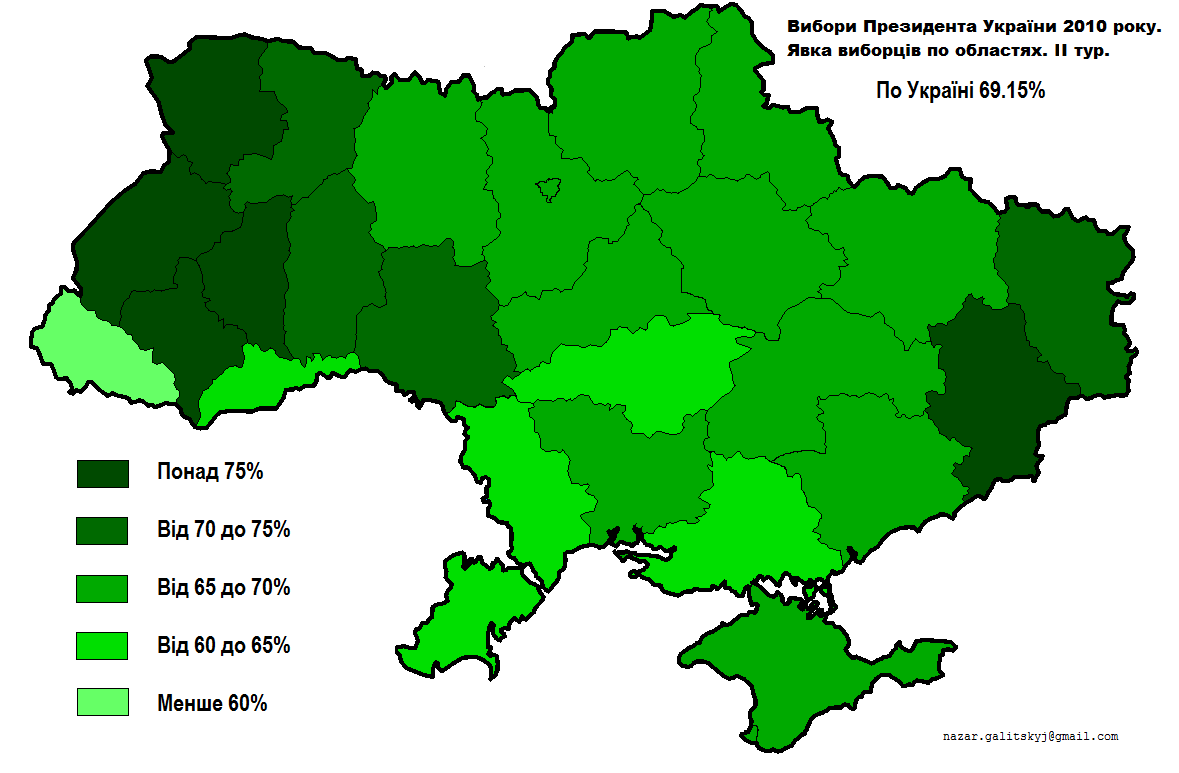
Явка виборців у другому турі

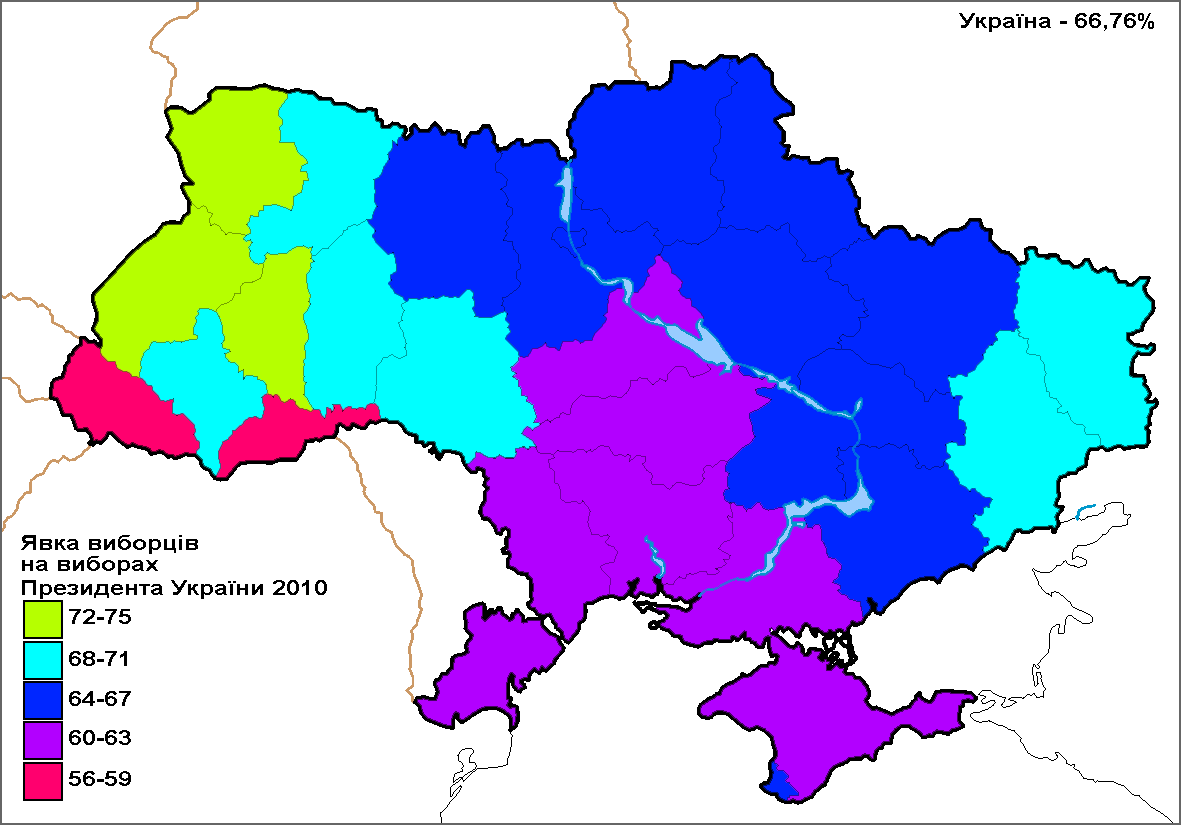
Явка виборців на 20:00

18 кандидатів, які були зареєстровані Центральною виборчою комісією України (за алфавітом):
- Богословська Інна Германівна — лідер партії «Віче»;
- Бродський Михайло Юрійович — член Партії вільних демократів;
- Гриценко Анатолій Степанович — член фракції НУНС;
- Костенко Юрій Іванович — лідер Української народної партії;
- Литвин Володимир Михайлович — лідер Народної партії;
- Мороз Олександр Олександрович — лідер Соціалістичної партії;
- Пабат Олександр Вікторович — лідер партії «Громадський актив Києва»;
- Противсіх Василь Васильович — самовисуванець;
- Ратушняк Сергій Миколайович — мер Ужгорода, самовисуванець;
- Рябоконь Олег Васильович — юрист, раніше був керуючим партнером юридичної фірми «Magisters»;
- Симоненко Петро Миколайович — лідер Комуністичної партії України;
- Супрун Людмила Павлівна — лідер Народно-демократичної партії;
- Тимошенко Юлія Володимирівна — Прем'єр-міністр України, голова партії «Батьківщина»;
- Тігіпко Сергій Леонідович — лідер партії «Сильна Україна»;
- Тягнибок Олег Ярославович — лідер політичного об'єднання «Свобода»;
- Ющенко Віктор Андрійович — чинний Президент України, самовисуванець, лідер партії «Наша Україна»;
- Янукович Віктор Федорович — лідер Партії регіонів;
- Яценюк Арсеній Петрович — лідер партії «Фронт Змін».

## Кандидати, яким відмовили у реєстрації
Серед низки персон, яким ЦВК відмовила у реєстрації кандидатом у Президенти, була Наталія Вітренко. Згідно із стандартним формулюванням ЦВК "Було встановлено, що відповідні документи подані з порушенням вимог Закону України «Про вибори Президента України» та неналежно оформлені. Відтак Центральна виборча комісія відмовила зазначеним заявникам у реєстрації кандидата на пост Президента України. Наталія Вітренко заявила, що єдиною причиною була неналежна застава у розмірі 1964 грн. замість 2,5 млн грн.

## Соціологічні опитування

### Перший тур
| Опитування                                             | Дата        | Янукович | Тимошенко | Тігіпко | Яценюк | Ющенко | Симоненко | Литвин | Тягнибок | Гриценко | Важко сказати / Проти всіх | Не планують голосувати |
| ------------------------------------------------------ | ----------- | -------- | --------- | ------- | ------ | ------ | --------- | ------ | -------- | -------- | -------------------------- | ---------------------- |
| KIIS [Архівовано 26 лютого 2022 у Wayback Machine.]    | 24.12.09    | 30.3     | 15.8      | 7.1     | 4.2    | 3.7    | 2.9       | 2.5    | 1.2      | 0.7      | 30.5                       | 4                      |
| KIIS [Архівовано 21 грудня 2018 у Wayback Machine.]    | 15.12.09    | 28.1     | 16.8      | 5.3     | 4.9    | 4.7    | 2.7       | 2.4    | 0.7      | 1.1      | 32                         | 3.2                    |
| Рейтинг [Архівовано 21 грудня 2018 у Wayback Machine.] | 7.12.09     | 33.8     | 18.8      | 5.5     | 5.9    | 5.5    | 3.8       | 3.3    | 1.7      | 1        | 14.9                       | 3.7                    |
| Рейтинг [Архівовано 21 грудня 2018 у Wayback Machine.] | 12.10.09    | 31.1     | 19.4      | 2.9     | 8      | 3.4    | 3.4       | 2.2    | 1.5      | 1.1      | 18.7                       | 7                      |
| СОЦІС [Архівовано 1 січня 2019 у Wayback Machine.]     | 1.10.09     | 28.7     | 19        | 2.6     | 8.2    | 2.8    | 3.6       | 2.9    | 1        |          | ?                          | ?                      |
| Рейтинг [Архівовано 21 грудня 2018 у Wayback Machine.] | 15.08.09    | 28.9     | 15.4      | 1       | 12.3   | 2.6    | 3.9       | 3.7    | 1.2      | 0.7      | 19                         | 9.8                    |
| Рейтинг [Архівовано 21 грудня 2018 у Wayback Machine.] | травень 09  | 25.3     | 15.9      |         | 13.2   |        |           |        |          |          |                            |                        |
| Рейтинг [Архівовано 21 грудня 2018 у Wayback Machine.] | березень 09 | 20.1     | 16.8      |         | 12.2   |        |           |        |          |          |                            |                        |
| Рейтинг [Архівовано 21 грудня 2018 у Wayback Machine.] | лютий 09    | 18.9     | 16.5      |         | 12.9   |        |           |        |          |          |                            |                        |
| Рейтинг [Архівовано 21 грудня 2018 у Wayback Machine.] | грудень 08  | 25.1     | 17.8      |         | 8.1    |        |           |        |          |          |                            |                        |
| Рейтинг [Архівовано 21 грудня 2018 у Wayback Machine.] | жовтень 08  | 28       | 21.8      |         | 7.0    |        |           |        |          |          |                            |                        |
| Рейтинг [Архівовано 21 грудня 2018 у Wayback Machine.] | вересень 08 | 26.3     | 21.6      |         | 3.7    |        |           |        |          |          |                            |                        |
| Рейтинг [Архівовано 21 грудня 2018 у Wayback Machine.] | серпень 08  | 21       | 20.9      |         | 2.6    |        |           |        |          |          |                            |                        |

## Результати першого туру

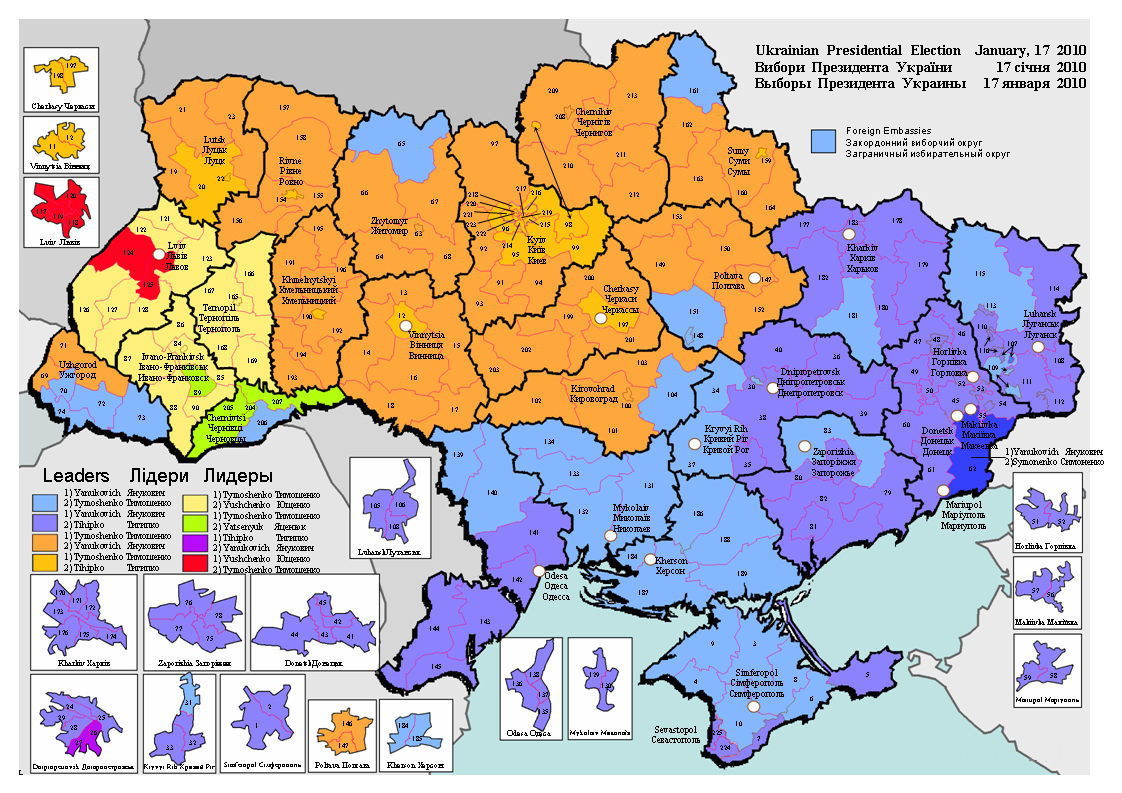
Переможці першого туру за округами

Підсумок Президентських виборів в Україні 2010, перший тур 17 січня та другий тур 7 лютого
| Віктор Янукович                              | 8 686 751  | 35.32 | 12 481 266 | 48.95 |
| Юлія Тимошенко                               | 6 159 829  | 25.05 | 11 593 357 | 45.47 |
| Сергій Тігіпко                               | 3 211 257  | 13.06 |            |       |
| Арсеній Яценюк                               | 1 711 749  | 6.96  |            |       |
| Віктор Ющенко                                | 1 341 539  | 5.45  |            |       |
| Петро Симоненко                              | 872 908    | 3.55  |            |       |
| Володимир Литвин                             | 578 886    | 2.35  |            |       |
| Олег Тягнибок                                | 352 282    | 1.43  |            |       |
| Анатолій Гриценко                            | 296 413    | 1.20  |            |       |
| Інна Богословська                            | 102 435    | 0.41  |            |       |
| Олександр Мороз                              | 95 169     | 0.38  |            |       |
| Юрій Костенко                                | 54 376     | 0.22  |            |       |
| Людмила Супрун                               | 47 349     | 0.19  |            |       |
| Василь Противсіх                             | 40 352     | 0.16  |            |       |
| Олександр Пабат                              | 35 475     | 0.14  |            |       |
| Сергій Ратушняк                              | 29 796     | 0.12  |            |       |
| Михайло Бродський                            | 14 991     | 0.06  |            |       |
| Олег Рябоконь                                | 8 334      | 0.03  |            |       |
| Проти всіх                                   | 540 942    | 2.20  | 1 113 055  | 4.36  |
| Недійсні                                     | 405 789    | 1.65  | 305 837    | 1.19  |
| Всього                                       | 24 588 261 | 100   | 25 493 529 | 100   |
| Джерело: Центральна виборча комісія України. |            |       |            |       |

Результати першого туру у регіонах:
| Регіон                    | Янукович | Тимошенко | Тігіпко | Яценюк | Ющенко | Симоненко | Литвин | Тягнибок | Гриценко | Проти всіх |
| ------------------------- | -------- | --------- | ------- | ------ | ------ | --------- | ------ | -------- | -------- | ---------- |
| АР Крим                   | 61.1     | 12.0      | 11.0    | 2.6    | 1.3    | 4.5       | 1.2    | 0.3      | 0.4      | 1.8        |
| Вінницька область         | 15.0     | 46.9      | 11.2    | 9.5    | 2.9    | 3.1       | 2.6    | 1.3      | 1.3      | 2.3        |
| Волинська область         | 9.6      | 53.8      | 10.2    | 5.4    | 4.5    | 2.3       | 4.3    | 3.3      | 1.0      | 1.7        |
| Дніпропетровська область  | 41.7     | 14.8      | 22.5    | 6.5    | 1.2    | 4.7       | 1.4    | 0.7      | 1.2      | 2.4        |
| Донецька область          | 76.0     | 4.3       | 7.2     | 2.8    | 0.7    | 4.1       | 0.6    | 0.2      | 0.4      | 1.5        |
| Житомирська область       | 24.3     | 32.6      | 13.5    | 8.4    | 2.8    | 3.5       | 7.0    | 1.0      | 0.9      | 2.2        |
| Закарпатська область      | 29.7     | 26.2      | 10.0    | 10.2   | 5.9    | 1.1       | 3.3    | 1.0      | 1.2      | 2.6        |
| Запорізька область        | 50.8     | 12.3      | 17.7    | 5.1    | 1.1    | 5.0       | 1.3    | 0.5      | 0.7      | 2.1        |
| Івано-Франківська область | 5.1      | 39.0      | 4.4     | 13.8   | 25.1   | 0.6       | 1.1    | 5.0      | 1.0      | 1.8        |
| Київська область          | 15.5     | 42.3      | 15.4    | 8.8    | 3.0    | 2.0       | 3.6    | 1.6      | 1.4      | 2.9        |
| Кіровоградська область    | 26.7     | 34.6      | 14.5    | 5.8    | 1.6    | 4.5       | 4.4    | 0.8      | 1.1      | 2.4        |
| Луганська область         | 71.1     | 6.5       | 9.5     | 2.4    | 0.7    | 5.1       | 0.6    | 0.2      | 0.3      | 1.5        |
| Львівська область         | 5.7      | 34.7      | 4.8     | 11.0   | 30.8   | 0.7       | 0.7    | 5.4      | 2.1      | 1.8        |
| Миколаївська область      | 51.3     | 13.5      | 13.4    | 5.5    | 1.5    | 5.4       | 2.9    | 0.6      | 0.7      | 2.1        |
| Одеська область           | 51.1     | 10.2      | 21.1    | 4.0    | 1.5    | 2.6       | 2.6    | 0.5      | 0.9      | 1.7        |
| Полтавська область        | 25.3     | 32.0      | 12.3    | 9.1    | 3.1    | 4.9       | 3.7    | 1.2      | 1.1      | 3.1        |
| Рівненська область        | 12.5     | 43.9      | 10.7    | 7.0    | 7.3    | 1.8       | 7.1    | 2.7      | 1.2      | 2.2        |
| Сумська область           | 18.7     | 36.8      | 14.5    | 7.1    | 4.3    | 6.0       | 3.9    | 0.8      | 1.4      | 2.8        |
| Тернопільська область     | 9.8      | 35.7      | 4.8     | 9.9    | 26.4   | 0.5       | 1.6    | 4.9      | 1.9      | 1.6        |
| Харківська область        | 50.2     | 10.7      | 18.8    | 5.9    | 1.5    | 4.8       | 1.4    | 0.6      | 0.9      | 2.2        |
| Херсонська область        | 40.4     | 19.3      | 15.5    | 5.9    | 1.9    | 7.7       | 2.3    | 0.8      | 1.0      | 2.4        |
| Хмельницька область       | 15.2     | 40.1      | 13.2    | 11.5   | 3.3    | 2.8       | 4.5    | 1.7      | 1.5      | 1.9        |
| Черкаська область         | 17.4     | 41.2      | 12.9    | 7.0    | 3.4    | 3.4       | 3.7    | 1.3      | 3.0      | 2.6        |
| Чернівецька область       | 19.1     | 32.3      | 8.9     | 19.3   | 7.9    | 1.4       | 2.3    | 1.2      | 0.9      | 2.0        |
| Чернігівська область      | 19.5     | 42.7      | 13.4    | 5.5    | 2.1    | 4.4       | 3.1    | 0.8      | 1.8      | 2.5        |
| м.Київ                    | 15.9     | 35.7      | 19.0    | 8.7    | 3.8    | 2.5       | 2.5    | 1.9      | 3.1      | 4.1        |
| м.Севастополь             | 56.1     | 6.5       | 15.1    | 2.0    | 0.7    | 9.8       | 1.5    | 0.3      | 0.5      | 2.4        |
| Україна                   | 35.3     | 25.0      | 13.1    | 7.0    | 5.5    | 3.6       | 2.4    | 1.4      | 1.2      | 2.2        |

Результати в Закордонному виборчому окрузі:
|                         |  |                       |  |                      |  |
| ↑ Янукович (35.33 %)    |  | ↑ Тимошенко (25.05 %) |  | ↑ Тігіпко (13.06 %)  |  |
|                         |  |                       |  |                      |  |
| ↑ Яценюк (6.96 %)       |  | ↑ Ющенко (5.45 %)     |  | ↑ Симоненко (3.55 %) |  |
|                         |  |                       |  |                      |  |
| ↑ Литвин (2.35 %)       |  | ↑ Тягнибок (1.43 %)   |  | ↑ Гриценко (1.20 %)  |  |
|                         |  |                       |  |                      |  |
| ↑ Богословська (0.41 %) |  | ↑ Мороз (0.38 %)      |  | ↑ Костенко (0.22 %)  |  |
|                         |  |                       |  |                      |  |
| ↑ Супрун (0.19 %)       |  | ↑ Противсіх (0.16 %)  |  | ↑ Пабат (0.14 %)     |  |
|                         |  |                       |  |                      |  |
| ↑ Ратушняк (0.12 %)     |  | ↑ Бродський (0.06 %)  |  | ↑ Рябоконь (0.03 %)  |  |

## Результати другого туру

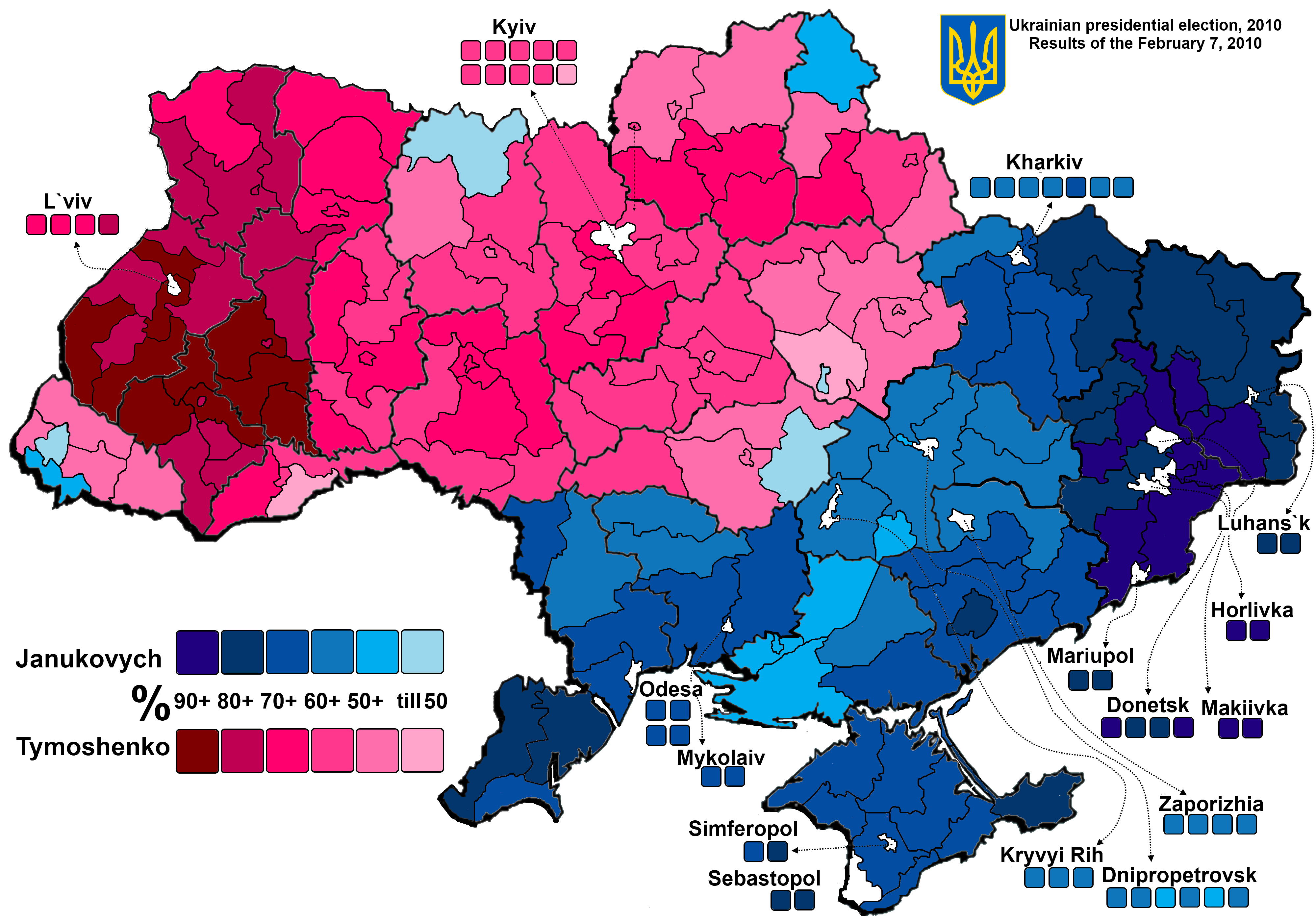
Переможці другого туру за округами

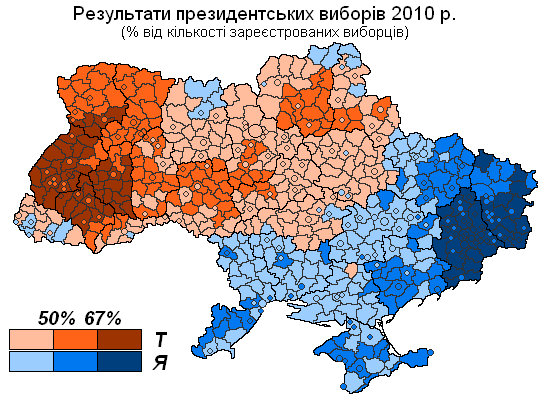
Відсоток голосів у 2 турі за переможців по відношенню до кількості населення з правом голосу

За результатами обробки 100,00 % протоколів перемагає лідер опозиції Віктор Янукович — 48,95 % (12 481 268 голосів); Юлія Тимошенко відстає на 3,48 відсотки — 45.47 % (11 593 340 голосів). Проти обох кандидатів проголосувало 4,36 % громадян. Визнаних недійсними виборчих бюлетенів — 1.19 %. Зросла в порівнянні з першим туром активність виборців — 69,15 % (66,76 % у першому турі).
Юлія Тимошенко не визнала своєї поразки, заявила про масові фальсифікації «в цілому по Україні на понад 1 млн голосів за різними технологіями» і сказала, що оскаржуватиме результати виборів у суді.
| Регіон                    | Янукович | Тимошенко | Проти всіх |
| ------------------------- | -------- | --------- | ---------- |
| АР Крим                   | 78,24 %  | 17,31 %   | 3,23 %     |
| Вінницька область         | 24,26 %  | 71,10 %   | 3,32 %     |
| Волинська область         | 14,01 %  | 81,85 %   | 3,11 %     |
| Дніпропетровська область  | 62,70 %  | 29,13 %   | 6,75 %     |
| Донецька область          | 90,44 %  | 6,45 %    | 2,26 %     |
| Житомирська область       | 36,70 %  | 57,50 %   | 4,53 %     |
| Закарпатська область      | 41,55 %  | 51,66 %   | 4,46 %     |
| Запорізька область        | 71,50 %  | 22,22 %   | 5,07 %     |
| Івано-Франківська область | 7,02 %   | 88,89 %   | 2,84 %     |
| Київська область          | 23,61 %  | 69,71 %   | 5,10 %     |
| Кіровоградська область    | 39,61 %  | 54,66 %   | 4,46 %     |
| Луганська область         | 88,96 %  | 7,72 %    | 2,34 %     |
| Львівська область         | 8,60 %   | 86,20 %   | 4,16 %     |
| Миколаївська область      | 71,53 %  | 22,95 %   | 4,30 %     |
| Одеська область           | 74,14 %  | 19,52 %   | 4,61 %     |
| Полтавська область        | 38,99 %  | 54,20 %   | 5,75 %     |
| Рівненська область        | 18,91 %  | 76,24 %   | 3,65 %     |
| Сумська область           | 30,40 %  | 62,89 %   | 5,33 %     |
| Тернопільська область     | 7,92 %   | 88,39 %   | 2,83 %     |
| Харківська область        | 71,35 %  | 22,43 %   | 5,12 %     |
| Херсонська область        | 59,98 %  | 33,73 %   | 5,04 %     |
| Хмельницька область       | 24,94 %  | 69,74 %   | 3,84 %     |
| Черкаська область         | 28,84 %  | 65,37 %   | 4,48 %     |
| Чернівецька область       | 27,64 %  | 66,47 %   | 4,11 %     |
| Чернігівська область      | 30,95 %  | 63,63 %   | 4,22 %     |
| м.Київ                    | 25,72 %  | 65,34 %   | 8,05 %     |
| м.Севастополь             | 84,35 %  | 10,38 %   | 4,35 %     |
| Україна                   | 48,95 %  | 45,47 %   | 4,36 %     |

Результати в Закордонному виборчому окрузі:
|            |  |             |  |
| ↑ Янукович |  | ↑ Тимошенко |  |

## Рішення ЦВК
14 лютого 2010 року ЦВК оголосила офіційні результати виборів президента України, згідно з якими лідер Партії регіонів Віктор Янукович переміг і став наступним президентом країни.

### Карти
| Віктор Янукович (перший тур) — у відсотках від загального обсягу національного голосування(35.33 %) | Юлія Тимошенко (перший тур) — відсоток від загального обсягу національного голосування (25.05 %)  | Сергій Тігіпко (перший тур) — у відсотках від загального обсягу національного голосування (13.06 %) |
| Арсеній Яценюк (перший тур) — відсоток від загального обсягу національного голосування (6.69 %)     | Віктор Ющенко (перший тур) — у відсотках від загального обсягу національного голосування (5.46 %) | Проголосувало взагалі — у відсотках від загального обсягу національного голосування (100 %)         |

| Viktor Yanukovych February 7, 2010, results (48.96 %) | Yulia Tymoshenko February 7, 2010, results (45.48 %) |